# Microsoft Anna
Microsoft Anna es la voz de la aplicación de síntesis de habla (text-to-speech) incluida en Windows Vista y Windows 7. Viene a reemplazar a Microsoft Sam, que era la voz estándar en Windows 2000 y Windows XP. Microsoft Anna es una voz femenina.
El mecanismo de sintetización de habla empleado en Microsoft Anna implica una mejora considerable respecto el usado en Microsoft Sam (SAPI 5) y debería producir una voz que suene más natural. Microsoft AutoRoute 2006 y versiones posteriores usan la voz Microsoft Anna para su aplicación de dirección por voz.
En Windows 8, fue sustituida por 3 voces más naturales: Microsoft David (voz masculina en inglés estadounidense), Hazel (voz femenina en inglés británico) y Zira (voz femenina en inglés estadounidense).